# 쩐반짜
쩐반짜(베트남어: Trần Văn Trà, 1918년 4월 20일~1996년 4월 20일)는 베트남의 독립운동가이자 남베트남 민족해방전선(베트콩)의 야전사령관이다. 그는 베트남 전쟁에서 1968년 구정 대공세와 1975년 사이공 함락 당시 베트콩의 사이공 기습을 지휘한 지휘관이었다.

## 생애
베트남의 해방과 공산주의에 동조한 그는 1938년 인도차이나 공산당에 입당하였다. 이후 베트남 내에서 게릴라 군대 조직을 위한 여러 활동에 관여하다가 1939년 프랑스 식민 정부 경찰에 의해 체포되었다. 1945년 8월 혁명을 통해 석방된 그는 1946년 베트남 인민군의 장교로 입대하게 되었다.
1954년 제네바 협정으로 베트남이 남북으로 분단된뒤 북베트남 군대에서 여러 직책을 거쳤다. 1963년 다시 남베트남으로 파견된 그는 베트콩 게릴라를 이끌고 미국군 및 남베트남군에 대항해 싸웠다. 그는 많은 전투에서 승리해 남베트남에 수립된 지하 공산정부의 군사령관으로 임명되었지만, 전시 전략을 둘러싸고 공산당 지도자들과 자주 충돌했다. 그는 1970년대 중반 잠시 하노이로 돌아가 최후의 사이공 공략작전 수립에 참여했는데 이 작전에서 최전선 지휘를 맡았다.
전쟁이 끝난 뒤 그를 비롯한 베트콩 출신 장군들이 공훈을 제대로 인정받지 못한 데 환멸을 느낀 쩐반짜는 베트남 전쟁에 대한 개인적인 보고서를 써서 1982년에 발표했지만, 이 책은 출판되자마자 검열에 걸려 배포가 금지되었다. 쩐반짜는 정부의 지지를 얻지 못했으나, 전직 장교들 사이에서는 여전히 영향력을 유지했다. 그는 1987년에 이들과 함께 참전용사단체를 조직했다. 이 단체는 정부 정책을 반대하다가 결국 1990년에 강제로 해산되었다.